# Love Lost but Not Forgotten
Love Lost but Not Forgotten (często używany skrót LLBNF) to zespół screamo z Saint Louis, USA. Zespół został założony w 1997 przez członków End Over End (Matt, Jason i Chris) oraz The Paxadils. Grupa znana była z brutalności na scenie oraz charakterystycznego wokalu (zarówno Nathan jak i Mike byli przez pewien czas jedynymi wokalistami w zespole). Zespół odbył liczne trasy koncertowe, m.in. z pg.99, Poison the Well, Hopesfall i Codeseven. We wrześniu 2006 na oficjalnym profilu MySpace zespołu, pojawiła się informacja o rozpadzie grupy.

## Członkowie zespołu
- Scott Fogelbach – wokal, gitara
- Nathan Prater – wokal (dołączył po nagraniu splitu)
- Chris Grady – bass
- Jason Emerick – gitara
- Matthew Prater – perkusja
- Mike Schmidt – wokal (opuścił zespół przed nagraniem drugiej płyty)

## Dyskografia
- split 7" z Joshua Fit for Battle (Normal Records, 1999)
- Love Lost but Not Forgotten CD (Happy Couples Never Last, 2000)
- Upon the Right, I Saw a New Misery CD (Happy Couples Never Last, 2002)